# Daldinia bambusicola
Daldinia bambusicola är en svampart som beskrevs av Y.M. Ju, J.D. Rogers & F. San Martín 1997. Daldinia bambusicola ingår i släktet Daldinia och familjen kolkärnsvampar.   Inga underarter finns listade i Catalogue of Life.